# Marie de Savoie-Villafranca
Maria Vittoria de Savoie-Carignan (Maria Vittoria Filiberta; 29 septembre 1814 – 2 janvier 1874) est une princesse de Savoie et plus tard, une princesse des Deux-Siciles par son mariage avec Léopold de Bourbon des Deux-Siciles, comte de Syracuse, un des plus jeunes fils du roi François Ier des Deux-Siciles.

## Famille
Maria Vittoria est le deuxième enfant et deuxième fille aînée du prince Joseph-Marie de Savoie-Villafranca et de son épouse française Pauline-Bénédicte de Quélen de Vauguyon.
Elle épouse Léopold de Bourbon-Siciles (1813-1860), connu comme le comte de Syracuse. Le comte est le cinquième fils de François Ier des Deux-Siciles et de sa seconde épouse, Marie-Isabelle d'Espagne. Maria Vittoria et Léopold sont mariés le 16 juin 1837 à Naples. Ils ont une fille qui est décédée un jour après sa naissance.